# Taboo (comics)
Pour les articles homonymes, voir Taboo (homonymie).
Taboo est une anthologie de bandes dessinées éditée par Stephen Bissette et destinée à présenter des bandes dessinées plus audacieuses et plus adultes que celles publiées par les éditeurs grand public. La série débute par une anthologie sur le thème de l'horreur, mais se diversifie rapidement en s'ouvrant à d'autres genres. Elle est publiée par Spiderbaby Grafix & Publications de 1988 à 1992 puis par Kitchen Sink Press en 1995.

## Histoire de la publication
L'idée de Taboo nait de discussions entre Stephen Bissette et Dave Sim en novembre 1985. Leur objectif est de créer une anthologie d'horreur de nouveaux artistes et, en février 1986, ils reçoivent leurs premières histoires, notamment d'Eddie Campbell.
Taboo sérialise notamment From Hell d'Alan Moore et Eddie Campbell, Lost Girls de Moore et Melinda Gebbie, et Throat Sprockets de Tim Lucas (en), Mike Hoffman et David Lloyd, qui est devenu la base du roman en prose du même nom de Lucas. Il présente également des travaux de Moebius, Chester Brown, Neil Gaiman, Dave Sim, Michael Zulli (en), Al Columbia (en) et Charles Vess. La première version du roman graphique de récit initiatique d'horreur Black Hole de Charles Burns apparaît dans le premier numéro sous le titre Contagious
Chaque numéro de Taboo compte au moins cent pages, comportant de nombreuses histoires par numéro. La propre marque de Bissette, Spiderbaby Grafix & Publications, publie les sept premiers numéros, ainsi qu'un one-shot Taboo Especial, de 1988 à 1992. Kitchen Sink Press publie deux numéros supplémentaires en 1995.

## Récompenses
Taboo remporte le prix Eisner de la « Meilleure anthologie » en 1993.